# 2020年8月

## 8月1日
- 阿拉伯聯合酋長國及阿拉伯世界第一座核電廠巴拉卡核能發電廠的1號機組開始啟動。[1]
- 俄羅斯遠東城市哈巴罗夫斯克連續第四個星期六有大批民眾示威抗議，聲援被捕的哈巴罗夫斯克边疆区前區長謝爾蓋·富爾加爾。[2]
- 伊朗情報部宣佈已逮捕伊朗王國大會一位領導人賈姆希德·沙爾馬赫德。[3]
- 英國以2比1擊敗，贏得英格蘭冠軍。

## 8月2日
- 全球各地在2019冠状病毒病疫情期间的累计确诊人数突破1,800万人，并至少约69万人死亡。[4]
- 在完成任務後，美國SpaceX公司的成功降落墨西哥灣。[5]
- 選舉委員會正式宣布反對黨人民進步黨領袖伊爾法安·阿里當選總統。[6]

## 8月3日
- 西班牙前国王胡安·卡洛斯一世宣布自我流放海外[7]。

## 8月4日
- 黎巴嫩首都贝鲁特的貝魯特港發生严重爆炸事故[8]。

## 8月5日
- 2020年斯里兰卡议会选举進行投票。[9]

## 8月7日
- 全球各地在2019冠状病毒病疫情期间的累计确诊人数突破1,910万人，并至少约71.4万人死亡。[10]
- 印度快運航空1344號班機於印度科澤科德國際機場降落時衝出跑道、斷成兩截，造成至少1人死亡。[11]
- 日本貨船「若潮」在毛里求斯附近海域觸礁擱淺傾側，漏出大量燃油污染當地海洋保護區後，毛里裘斯政府宣佈進入環境緊急狀態[12]。
- 美國財政部宣佈制裁11名中國及香港官員，包括香港行政長官林鄭月娥，美國國務卿蓬佩奧指控受制裁的官員須為侵蝕香港自治負責[13]。
- 發表有關改革泰國國王演說、參與連日全國示威的學生領袖安農·楠帕被泰國當局拘捕。[14]

## 8月9日
- 2020年白俄羅斯總統選舉進行投票。[15]
- 在貝魯特爆炸事故引發大規模示威後，黎巴嫩總理哈桑·迪亞布宣布將尋求提早舉行議會選舉。

## 8月10日
- 根據美國約翰·霍普金斯大學實時數據，全球COVID-19確診病例已突破2000萬。距此前全球確診突破1000萬(6月28日)僅過去了44天[16]。
- 白俄羅斯總統大選，盧卡申科獲八成選票，第五度連任總統。[17]当晚投票结束后爆发大规模示威，造成至少1人死亡，200多人被拘捕[18]。
- 香港壹傳媒創辦人黎智英等至少9人因涉嫌違反港區國安法被捕。後香港警務處國家安全處又高調派出200人到壹傳媒大樓搜查，更拒絕包括《立場新聞》和《路透社》在內的多間傳媒進入採訪。[19]
- 在首都貝魯特發生爆炸事故並引發大規模示威後，黎巴嫩總理哈桑·迪亞布宣布內閣總辭。

## 8月11日
- 美國民主党準总统候选人、前副总统乔·拜登宣佈以加利福尼亚州联邦参议员贺锦丽为他的竞选搭檔。[20]

- 香港當地民眾因應香港國安法、壹傳媒創辦人黎智英等理由展開報復性行動，導致壹傳媒的股價從0.017港元飆升至至少約0.8港元。[21]

## 8月12日
- 蘇格蘭斯通黑文發生嚴重列車出軌意外，多人重傷，最少有一人死亡，當局宣布發生重大事故。[22]
- 與伊斯兰国有關連的武裝分子攻陷莫桑比克北部港口濱海莫辛布瓦。[23]

## 8月13日
- 在美國總統川普居間斡旋下，以色列和阿拉伯聯合大公國達成歷史性和平協議，將導致雙方全面外交關係正常化。[24][25]

## 8月14日
- 白俄羅斯總統盧卡申科下令調查警察對示威者的濫捕行動，內政部長尤里·卡拉耶夫則為警察暴力鎮壓示威者致歉，並陸續釋放所有被捕示威者[26]。
- 位於澳洲西部的赫特河公國，因旅遊業受疫情打擊，賴以為生的觀光收入截斷，領導人卡斯利親王日前宣布出售國土回歸澳洲，為50年獨立歷史劃下句號。[27]
- 全球各地在疫情期間的累計確診人數突破2,100萬人，並有逾76.1萬人死亡。
- 烏干達長跑運動員約書亞·切普特蓋在摩納哥舉行的國際田聯鑽石聯賽創下5000米賽跑世界紀錄。

## 8月15日
- 日本散貨船若潮號在毛里求斯大港區外海觸礁後發生船體斷裂，其後導致第二次漏油事故。

## 8月16日
- 英國選手以18比8擊敗奇倫·威爾森，贏得2020年世界司諾克錦標賽冠軍。
- 中鐵建董事長兼黨委書記陳奮健意外身亡，終年58歲[28]。

## 8月17日
- 一連四日的2020年美國民主黨全國代表大會開始。[29]

## 8月18日
- 美國民主黨全國代表大會正式提名前副總統為民主黨總統候選人。

## 8月19日
- 馬利共和國發生軍事政變，總統凱塔遭叛軍拘捕後宣布下台，並同時解散政府和國民議會[30]。
- 中華民國經濟部引用《兩岸人民關係條例》責令大陸OTT平台愛奇藝和騰訊WeTV14日內結束運營[31]。
- 第四届21世纪彬龙会议暨联邦和平大会在缅甸首都内比都召开。[32]
- 美国宣布暂停与香港移交逃犯協定[33]。

## 8月20日
- 俄羅斯反對派人物阿列克謝·納瓦爾尼不適入院並陷入昏迷，他的發言人表示他們懷疑有毒物混入他喝的茶。[34]

## 8月21日
- 土耳其總統雷杰普·塔伊普·埃尔多安宣佈在黑海發現一個巨大天然氣田，儲藏量達3,200億立方米。[35]

## 8月22日
- 南苏丹西南航空公司（South West Aviation）一架安托諾夫An-26货机在朱巴起飛後不久坠毁，造成7人喪生。[36]
- 全球各地在疫情期間的累計確診人數突破2,300萬人，並造成至少80萬人死亡。

## 8月23日
- 執導《天若有情》、《掃毒》等的香港導演陳木勝逝世，終年58歲。[37]
- 德國拜仁慕尼黑足球俱樂部在決賽擊敗法國，贏得冠軍。

## 8月24日
- 加州山火已持續一週多，面積超過40萬公頃，至少造成6人死亡，近700棟建築被毀。[38]
- 印度赖加德县马哈德一公寓樓坍塌，截至8月25日已造成至少13人死亡，另有數人仍然未尋獲。[39]
- 菲律宾苏禄省霍洛发生炸弹袭击事件，导致14人死（不含行凶者）、75人伤。[40]

## 8月25日
- 美國共和黨全國代表大會正式提名現任總統·為共和黨在總統選舉的候選人。[41]
- 非洲地区根除脊髓灰质炎认证委员会宣佈非洲已根除野生脊髓灰質炎（小兒麻痺）病毒。[42]世界衛生組織總幹事譚德塞形容是公共衛生歷史上一個里程碑。[43]

## 8月27日
- 颶風襲擊、美國南部等地區，造成至少30人死亡。
- 紐西蘭高等法院判處努爾清真寺槍擊案的槍手布倫頓·塔蘭特終身監禁的刑期，而且不得假釋。塔蘭特亦因此稱為紐西蘭第一位被判處終身監禁並且不得假釋刑期的罪犯。[44]
- 香港經典漫畫《13點》的作者李惠珍病逝，2018年李惠珍獲香港藝術中心頒發「藝術榮譽獎」。[45]

## 8月28日
- 安倍晋三宣布辞去日本內閣總理大臣（首相）职务[46]。
- 台灣網紅「館長」陳之漢，於新北市林口區成吉思汗健身俱樂部林口旗艦店所發生的槍擊案，槍擊歹徒為劉丞浩[47][48][49][50][51]。

## 8月30日
- 2020年黑山議會選舉（英语：2020 Montenegrin parliamentary election）進行投票。[52]
- 在美国纽约举行，Lady Gaga凭借5项大奖成为最大赢家，并获得首个“三栖艺人”大奖[53]。
- 北馬其頓議會選舉馬其頓社會民主聯盟領導人佐蘭·薩耶夫出任北馬其頓總理職務。

## 8月31日
- 中國解放軍與印度軍隊於班公錯南岸爆發軍事衝突，印軍成功佔領班公錯南部高地及其軍事哨所。印度国防部指责中国人民解放军在邻近拉达克班公错的实际控制线附近进行“挑衅性的军事行动”，违反了两国先前在军方高级人员会谈中达成的共识。中国外交部发言人表示中方一直恪守实际控制线的行动准则，从未跨越边境[54]。
- 在因貝魯特爆炸事故辭職後，黎巴嫩議會選舉駐德國大使穆斯塔法·阿迪布出任總理職務。
- 前印度總統普拉納布·慕克吉在確診感染後逝世，終年84歲。